# Saint-Romain-d’Ay
Saint-Romain-d’Ay település Franciaországban, Ardèche megyében. Lakosainak száma 1168 fő (2022. január 1.). Saint-Romain-d’Ay Ardoix, Eclassan, Préaux, Quintenas, Saint-Alban-d’Ay, Saint-Jeure-d’Ay és Satillieu községekkel határos.

## Népesség
A település népessége az elmúlt években az alábbi módon változott:
| Lakosok száma | 483  | 574  | 660  | 941  | 1106 | 1161 | 1214 | 1248 | 1221 | 1168 |
|               | 1968 | 1982 | 1990 | 2006 | 2013 | 2015 | 2017 | 2019 | 2020 | 2022 |